# 百度小桔灯
百度小桔灯是一个依托于百度知道和百度百科的网络公益捐书活动，致力于为贫困地区的儿童提供图书和学习用品，让那些信息不畅、地区偏远的儿童也能通过书本来获取知识。